# Santa Cruz Organal
Santa Cruz Organal är en ort i Mexiko.   Den ligger i kommunen Cuayuca de Andrade och delstaten Puebla, i den sydöstra delen av landet, 140 km sydost om huvudstaden Mexico City. Santa Cruz Organal ligger 1 116 meter över havet och antalet invånare är 167.
Terrängen runt Santa Cruz Organal är varierad. Runt Santa Cruz Organal är det glesbefolkat, med 17 invånare per kvadratkilometer. Närmaste större samhälle är Coatzingo, 19,0 km norr om Santa Cruz Organal. I omgivningarna runt Santa Cruz Organal växer huvudsakligen savannskog.